# Зелений театр (Київ)
Зелений театр — театр просто неба в Києві, побудований 1949 року на схилах Дніпра. Елементом театру є одна з двох казематних стін колишньої військової споруди XIX століття Нової Печерської фортеці. Урочисте відкриття Зеленого театру відбулося в неділю 19 червня 1949 року. У 2011–2014 роках в комплексі розміщувався літній нічний клуб.

## Історія
Перші стіни Зеленого театру з'явилися в середині XIX століття. Тоді було вирішено посилити укріплення навколо Печерської фортеці, закривши яр двома підпірними стінами, які б прикривали собою водокачку на березі Дніпра. Обидві стіни мають внутрішні галереї, рушничні та пару артилерійських бійниць.
Верхня пряма підпірна стіна споруджена в 1853—54-му роках. Нижня напівкругла підпірна стіна побудована трохи пізніше, в 1856-му році — двох'ярусна склепінчаста галерея з рушничними бійницями. Вона повинна була закривати підходи до Ланцюгового мосту і охороняти Подільський набережний верк (укріплення), більш відомий як Подільські ворота. Через обидві підпірні стіни проходив підземний хід, що з'єднував майстерні на Арсенальній і водокачку на березі Дніпра. Підземеллям були прокладені чавунні водопровідні труби.
На початку XX століття фортецю почали використовувати як склад, а верк — як водокачку. Пізніше вежу знесли, а між стінами побудували кінотеатр. Кінотеатр був побудований після Другої світової війни в 1949 році. Центр міста був руїнах, тому архітектор Олександр Власов запропонував побудувати розважальний центр на схилах Дніпра. Тут був розбитий парк із каруселями і амфітеатр на 4000 місць. У день відкриття в Зеленому театрі демонструвалися фільми «1 Травня 1949 року в Москві» та «Три зустрічі».
З відкриттям Жовтневого палацу і Гідропарку Зелений театр втратив популярність.
На початку 1980-х років була здійснена реконструкція Зеленого театру: впорядкували зливні колодязі, укріпили верхню стіну, спорудили гранітні підпірні стіни, а також двох'ярусні балкони на 900 місць із лоджіями.

## Клубний майданчик
З 2011 року в Зеленому театрі розміщувався однойменний літній нічний клуб, яким управляли артдиректор Михайло Кацурін і фінансовий директор Дмитро Сидоренко. У 2014 році «Зелений театр» працював і вдень: на нижньому рівні клубу були відкриті басейн з навісами, гриль-бар та ігрова зона. У вересні 2014 року рішенням суду комплекс повернули у власність громади через невиконання умов оренди, і клуб був закритий.